# Кабесейрас-ду-Пиауи
Кабесейрас-ду-Пиауи (порт. Cabeceiras do Piauí) — муниципалитет в Бразилии, входит в штат Пиауи. Составная часть мезорегиона Север штата Пиауи. Входит в экономико-статистический микрорегион Байшу-Парнаиба-Пиауиенси. Население составляет 9928 человек на 2010 год. Занимает площадь 608,525 км². Плотность населения — 16,31 чел./км².

## Демография
Согласно сведениям, собранным в ходе переписи 2010 г. Национальным институтом географии и статистики (IBGE), население муниципалитета составляет:
| Полное население                               | Полное население                               | Полное население                               | Полное население                               | 9928  |
| ---------------------------------------------- | ---------------------------------------------- | ---------------------------------------------- | ---------------------------------------------- | ----- |
| в том числе:                                   | Городское население                            | 1657                                           | Процент городского населения, %                | 16,69 |
|                                                | Сельское население                             | 8271                                           | Процент сельского населения, %                 | 83,31 |
|                                                | Мужское население                              | 5094                                           | Процент мужского населения, %                  | 51,31 |
|                                                | Женское население                              | 4834                                           | Процент женского населения, %                  | 48,69 |
| Плотность населения, чел/км²                   | Плотность населения, чел/км²                   | Плотность населения, чел/км²                   | Плотность населения, чел/км²                   | 16,31 |
| Население муниципалитета в % к населению штата | Население муниципалитета в % к населению штата | Население муниципалитета в % к населению штата | Население муниципалитета в % к населению штата | 0,32  |

По данным оценки 2016 года, население муниципалитета составляет 10 325 жителей.

## Статистика
- Валовой внутренний продукт на 2003 год составляет 13 095 322 реалов (данные: Бразильский институт географии и статистики).
- Валовой внутренний продукт на душу населения на 2003 год составляет 1480,37 реалов (данные: Бразильский институт географии и статистики).
- Индекс развития человеческого потенциала на 2000 год составляет 0,525 (данные: Программа развития ООН).